# Emotivi anonimi (film)
Emotivi anonimi (Les Émotifs anonymes) è un film del 2010 diretto da Jean-Pierre Améris.
Nel 2012 ha ricevuto il premio Magritte per il migliore film straniero in coproduzione.

## Trama
Angélique Delange è una maestra cioccolataia con un forte disturbo emotivo: ha paura di tutto, e frequenta un gruppo di sostegno per persone come lei, chiamato Emotivi Anonimi. Jean-René, che possiede una piccola fabbrica di cioccolato, ha anche lui paura di molte cose, ma soprattutto è terrorizzato dalle donne e in particolare dall'intimità con loro.
Nel tentativo di superare le sue paure, Angélique si presenta per un lavoro presso la fabbrica di cioccolato di Jean-René, che la assume come rappresentante di vendita. Angélique pensa stiano cercando una cioccolataia, ma quando scopre il vero ruolo che dovrà ricoprire si sente mancare, perché parlare con le persone è sempre stato un grande problema per lei.
Quando si accorge che l'azienda fallirà se la qualità del cioccolato non verrà migliorata, la donna aiuta i dipendenti a creare nuovi prodotti con innovative combinazioni di ingredienti. I nuovi cioccolatini hanno un notevole successo presso la loro clientela maggiore e Angélique e Jean-René vanno ad una fiera internazionale del cioccolato per pubblicizzare i loro prodotti. Nell'hotel viene data loro per errore una camera matrimoniale. In breve i due si innamorano, ma hanno notevoli difficoltà ad esprimere i loro sentimenti, sviluppando la loro relazione in conseguenza delle loro paure. I due passano la notte insieme facendo l'amore e, quando Angélique esprime il desiderio di sposarsi e avere figli, Jean-René scappa dall'albergo in preda al panico. Quando torna, lei è già andata via, intenzionata a non tornare più al lavoro.
Il cioccolato di Angélique vince il premio come miglior prodotto alla fiera, e la fabbrica riceve subito molte ordinazioni. I dipendenti della fabbrica accompagnano Jean-René a casa di Angélique, seguendola verso la sede in cui si svolgono gli incontri degli Emotivi Anonimi: sedutosi nel gruppo, lui le rivela che la ama e vuole sposarla, ma lei tentenna. Il suo gruppo di sostegno la incita a buttarsi e seguire i suoi sentimenti. Così i due si riconciliano e tentano di sposarsi, ma fuggono per la paura perfino il giorno delle nozze, questa volta insieme.

## Riconoscimenti
- Premi Magritte 2012
  - Miglior film straniero in coproduzione

## Adattamenti
- Jean-Pierre Améris e Philippe Blasband hanno adattato la loro sceneggiatura per il teatro; la pièce è stata creata durante il Festival d'Avignone nel 2019, al Théâtre des Béliers, con una regia di Arthur Jugnot, e i personaggi sono interpretati da Charlie Dupont, Tania Garbarski, Nicolas Buysse e Aylin Yay.[1]
- Una serie giapponese su Netflix, basata sul film, è stata adattata e diretta da Shō Tsukikawa. Il progetto vede la partecipazione di talenti provenienti da Giappone e Corea, tra cui Shun Oguri, Han Hyo-joo, Yuri Nakamura e Jin Akanishi.[2]